# Ärtmusselräka
Ärtmusselräka (Lynceus brachyurus) är en kräftdjursart som beskrevs av Otto Friedrich Müller 1776. Ärtmusselräka ingår i släktet Lynceus och familjen Lynceidae. Arten är reproducerande i Sverige. Inga underarter finns listade i Catalogue of Life.